# Test navette de Luc Léger
Pour les articles homonymes, voir Léger.
 (septembre 2014).
Le test de Luc Léger est un test physique qui permet de déterminer la vitesse maximale aérobie (VMA) et d'estimer d'après celle-ci la consommation maximale d'oxygène (VO2Max).
Il a été créé par le Dr
Luc Léger, docteur d'état canadien et enseignant à
l'Université de Montréal.
Il est utilisé dans le domaine sportif, scolaire (éducation physique et sportive) et dans les tests de l'armée et autres corporations d'état : sapeur-pompiers, police, gendarmerie, etc.

## Déroulement
Des repères sont installés tous les 20 m sur une piste d'athlétisme.
Le sujet commence par courir pendant deux minutes en accélérant progressivement de 7,5 km/h à 8,5 km/h. Un signal retentit à chaque fois que le sujet devrait passer devant un repère s'il courait à la bonne vitesse.
Généralement, la distance séparant deux repères est de 20 m, mais cette dernière peut varier. Toutes les minutes, la vitesse à suivre augmente de 0,5 km/h. Le sujet doit donc accélérer légèrement toutes les minutes après son échauffement d'une minute. Lorsque le signal est émis alors que le coureur est encore à plus de 2 mètres du repère, on considère qu'il a atteint sa VMA.
Les durées arrondies au dixième de seconde pour parcourir les 20 mètres sont listées dans le tableau suivant :
| Palier       | Durée (min) | Vitesse moyenne (km/h) | Écart entre les bips (20 m) |
| ------------ | ----------- | ---------------------- | --------------------------- |
| Échauffement | 2           | De 7,5 à 8,5           | De 9,0 s à 8,5 s            |
| 1            | 1           | 8,5                    | 8,5 s                       |
| 2            | 1           | 9,0                    | 8,0 s                       |
| 3            | 1           | 9,5                    | 7,6 s                       |
| 4            | 1           | 10,0                   | 7,2 s                       |
| 5            | 1           | 10,5                   | 6,9 s                       |
| 6            | 1           | 11,0                   | 6,5 s                       |
| 7            | 1           | 11,5                   | 6,3 s                       |
| 8            | 1           | 12,0                   | 6,0 s                       |
| 9            | 1           | 12,5                   | 5,8 s                       |
| 10           | 1           | 13,0                   | 5,5 s                       |
| 11           | 1           | 13,5                   | 5,3 s                       |
| 12           | 1           | 14,0                   | 5,1 s                       |
| 13           | 1           | 14,5                   | 5,0 s                       |
| 14           | 1           | 15,0                   | 4,8 s                       |
| 15           | 1           | 15,5                   | 4,6 s                       |

Le nombre de bips diffusés par minute n'étant pas un nombre entier, les annonces de palier et des temps intermédiaires (à 15, 30 et 45 secondes dans chaque palier) sont faites entre les bips.
La durée du test doit être comprise entre 15 et 20 minutes.

## Différence avec le test Léger-Boucher
Ce test ressemble au test Léger-Boucher avec lequel il peut être confondu. Mais il en diffère sur un point majeur : sa course est continue et non hachée par des allers et retours.